# 2007 McCuskey
McCuskey (asteroide 2007) é um asteroide da cintura principal com um diâmetro de 21,88 quilómetros, a 2,1074671 UA. Possui uma excentricidade de 0,1159464 e um período orbital de 1 344,38 dias (3,68 anos).
McCuskey tem uma velocidade orbital média de 19,29086224 km/s e uma inclinação de 3,04933º.
Esse asteroide foi descoberto em 22 de Setembro de 1963 por Goethe Link Obs..